# ريد بولوك
ريد بولوك (بالإنجليزية: Red Bullock)‏ هو لاعب كرة قاعدة أمريكي، ولد في 12 أكتوبر 1911 في بيلوكسي في الولايات المتحدة، وتوفي في 27 يونيو 1988 في سياتل في الولايات المتحدة.